# Alfred Schmidt-Respinger
Alfred Schmidt-Respinger – szwajcarski chemik specjalizujący się w chemii stosowanej (zajmował się głównie rozwojem produkcji barwników i preparatów farmaceutycznych). Twórca Towarzystwa Polsko-Szwajcarskiego. W roku 1949 otrzymał tytuł doktora honoris causa Uniwersytetu Łódzkiego.
Podczas II wojny światowej wspomagał Polaków znajdujących się w niemieckich obozach koncentracyjnych i jenieckich oraz internowanych w Szwajcarii. W 1947 odznaczony został Krzyżem Oficerski Orderu Odrodzenia Polski Po skończeniu wojny organizował wsparcie naukowe dla wydziałów lekarskich uczelni w Polsce.